# Dwight Thomas

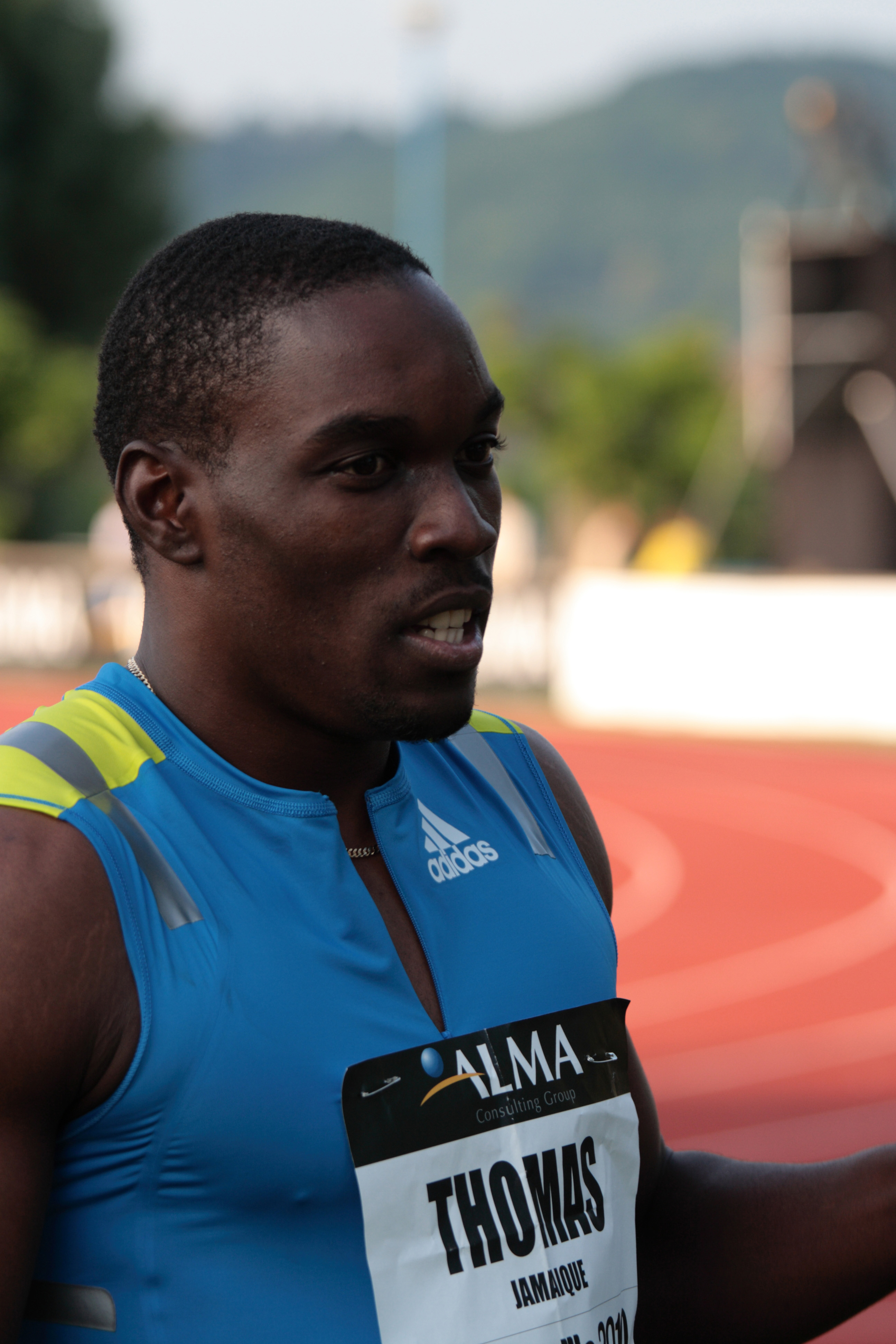
Dwight Thomas (2010)

Dwight Thomas (* 23. September 1980 in Kingston) ist ein jamaikanischer Sprinter und Hürdenläufer.
Bei den Olympischen Spielen 2000 in Sydney startete er über 200 Meter, schied aber im Viertelfinale aus. Über 100 Meter erreichte er bei den Weltmeisterschaften 2003 und bei den Olympischen Spielen 2004 in Athen das Halbfinale.
Im Jahr darauf wurde er bei den Weltmeisterschaften in Helsinki Fünfter über 100 Meter. Bei den Olympischen Spielen 2008 in Peking wurde er im Vorlauf in der jamaikanischen 4-mal-100-Meter-Staffel eingesetzt, im Finale jedoch durch Usain Bolt ersetzt, mit dem die jamaikanische Staffel zunächst Gold errang, später aber wegen Dopings disqualifiziert wurde.
2009 wechselte er auf den 110-Meter-Hürdenlauf und wurde in dieser Disziplin Siebter bei den Weltmeisterschaften in Berlin. Auch hier wurde er im Vorlauf in der später siegreichen jamaikanischen 4-mal-100-Meter-Staffel eingesetzt.
Bei den Weltmeisterschaften 2011 in Daegu erreichte er das 110-Meter-Hürden-Finale, trat dort aber in eine Hürde und konnte das Rennen nicht beenden.

## Persönliche Bestleistungen
- 60 m (Halle): 6,61 s, 15. Februar 2003, Fayetteville
- 100 m: 10,00 s, 23. August 2005, Linz
- 200 m: 20,32 s, 10. Juni 2007, Bydgoszcz
  - Halle: 21,00 s, 23. Februar 2002, Blacksburg
- 60-m-Hürdenlauf (Halle): 7,59 s, 6. März 2004, Budapest
- 110-m-Hürdenlauf: 13,16 s, 28. August 2009, Zürich